# Лебедев-Полянский, Павел Иванович
Па́вел Ива́нович Ле́бедев-Поля́нский (наст. фамилия Ле́бедев; псевдоним Валериа́н Поля́нский) (1882—1948) — советский литературовед-марксист, литературный критик, большевик, один из видных функционеров государственного идеологического аппарата 1920—1940-х годов. Академик АН СССР (30.11.1946, член-корреспондент c 28.01.1939), профессор МГУ.

## Биография
Родился 21 декабря 1881 (2 января 1882) года в городе Меленки Владимирской губернии (ныне Владимирской области).
В 1902 году окончил Владимирскую духовную семинарию и продолжил образование в Юрьевском университете, на медицинском и историко-филологическом факультетах. В 1902 году стал членом РСДРП. В 1904 году был арестован за революционную деятельность, исключён из университета и выслан во Владимир, где активно участвовал в революционных событиях 1905 года. В 1907 году в Куоккале познакомился с В. И. Лениным, А. А. Богдановым, А. В. Луначарским и другими лидерами русской социал-демократии. 
С 1908 по 1917 год был в эмиграции в Женеве. Познакомился с Г. В. Плехановым, Л. Мартовым, П. Б. Аксельродом, В. И. Засулич и др. Входил в марксистскую группу «Вперёд» и был её секретарём. Слушал лекции в Женевском и Венском университетах. Занимался литературной работой, о чём оставил следующее признание: «Писать я начал рано. До 1902 г. напечатал один рассказ, одну критическую статью, три стихотворения, несколько репортёрских заметок. С 1904 г. по 1908 г. написал более десятка прокламаций (точно не помню). Регулярно писать начал с 1914 г. В юношеские годы, до 1905 г., написал пять рассказов, но в печать их не посылал, так как по своему революционному содержанию они не могли быть напечатаны. Наверное они были и очень слабы. Стихотворений написал много, около 50. В печать не посылал по той же причине, что и рассказы: из-за их революционного содержания. Стихи мне более удавались». Мыл полы и посуду в ресторанах, занимался частным преподаванием.
Вернулся в Россию после Февральской революции. Член ВЦИК, член Петроградского горсовета, городской и районных дум, и многих других организаций. После июльской демонстрации задержан и заключён в тюрьму «Кресты». Из «Крестов» его, собрав 1000 рублей, выкупили рабочие завода «Анчар». В дни Октябрьской революции участвовал в ликвидации Святейшего Синода и Учёный совет при Министерстве народного просвещения. Известен и тем, что провёл декрет о национализации наследия классиков русской литературы (Декрет о государственном издательстве), который был принят 29 декабря 1917 года на заседании Центрального Исполнительного Комитета.
Был назначен комиссаром Литературного издательства отдела Наркомпроса. Председатель Всероссийского Совета Пролеткульта. В 1918—1921 годах — главный редактор издательства «Пролетарская культура».
В 1922—1930 годах — начальник Главлита. Один из создателей советской цензуры. Стремился ликвидировать «множественность органов и учреждений», руководивших печатью, и утвердить единое понимание функций и сущности цензуры. Утверждал, что цензура защищает диктатуру пролетариата и руководствуется «директивами Политбюро ЦК РКП». Осенью 1926 года направил в ЦК ВКП(б) программную «Докладную записку о деятельности Главлита», в которой предлагал: «Необходимо: а) Более приблизить Главлит к Центральным) партийным органам; б) Передать Главлиту предварительный и последующий просмотр всей литературы, до сих пор изъятой из его ведения».

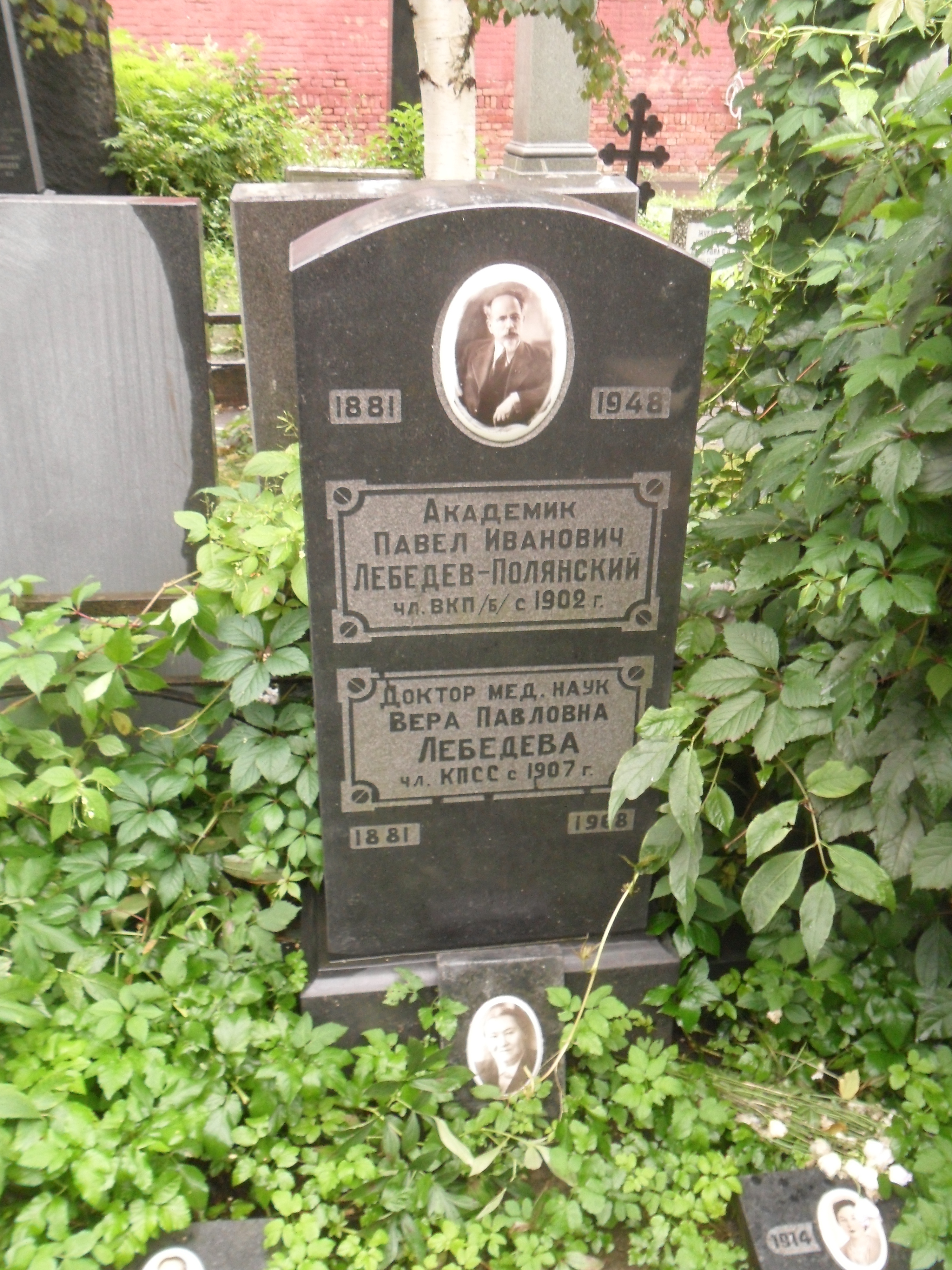
Могила П. И. Лебедева-Полянского на Новодевичьем кладбище

С 1923 по 1926 год был профессором по кафедре русской литературы Московского государственного университета, с 1923 года действительный член РАНИОН и государственной Академии искусств, председатель Коллегии Института литературы. В 1934—1939 годах — главный редактор «Литературной энциклопедии», член редакции первого издания Большой советской энциклопедии, в последней возглавлял также отдел литературы, языка и искусства. Был главным редактором журналов «Народное просвещение» и «Родной язык в школе». В 1928—1930 годах — главный редактор издательства «Литература и марксизм». Являлся заведующим сектором русских классиков в издательстве «Художественная литература» (1934—1938), председателем экспертной комиссии по филологическим наукам во Всесоюзном Комитете по делам Высшей школы (1936—1942), заместителем академика-секретаря отделения литературы и языка АН СССР (с 1939 года).
Автор теоретической работы «Ленин и литература» (1924), сборников статей «На литературном фронте» (1924), «Вопросы современной критики» (1927). Автор ряда работ по истории русской критики, статей о советской литературе. За монографию о Н. А. Добролюбове (1933) получил учёную степень доктора филологических наук, являлся главным редактором «Истории русской литературы» в 10 томах, сочинений Пушкина, Белинского, Г. Успенского, Чернышевского, Салтыкова-Щедрина, Добролюбова. Выступал с инициативой печатать некоторые сочинения писателей-классиков в кратком переложении или с купюрами. Член Союза писателей с 1940 года.
В 1937—1948 годах — директор Института русской литературы (Пушкинского Дома) Академии наук СССР. По блокадным воспоминаниям Д. С. Лихачёва, сыграл мрачную роль в судьбах сотрудников Пушкинского Дома. «Самое страшное было постепенное увольнение сотрудников. По приказу Президиума по подсказке нашего директора — П. И. Лебедева-Полянского, жившего в Москве и совсем не представлявшего, что делается в Ленинграде, происходило „сокращение штатов“. Каждую неделю вывешивались приказы об увольнении. В нашем секторе уволили В. Ф. Покровскую, затем М. О. Скрипиля. Уволили всех канцеляристок и меня перевели в канцелярию. Увольнение было страшно, оно было равносильно смертному приговору: увольняемый лишался карточек, поступить на работу было нельзя». Правдивость и этичность этих воспоминаний вызывает сомнения
Член редколлегии журнала «Известия АН СССР. Отделение литературы и языка». В 1946 году избран академиком АН СССР. Умер в Москве 4 апреля 1948 года. Похоронен на Новодевичьем кладбище в Москве.
- Жена — Вера Павловна Лебедева (1881—1968) — деятель советского здравоохранения, первый организатор и руководитель дела охраны материнства и младенчества в СССР, доктор медицинских наук.
- Дочь — Лебедева Нина Павловна (1914—1990), переводчик, работник Союза кинематографистов.
- Сын — Лебедев Борис Павлович (1908 — ?).

## Взгляды

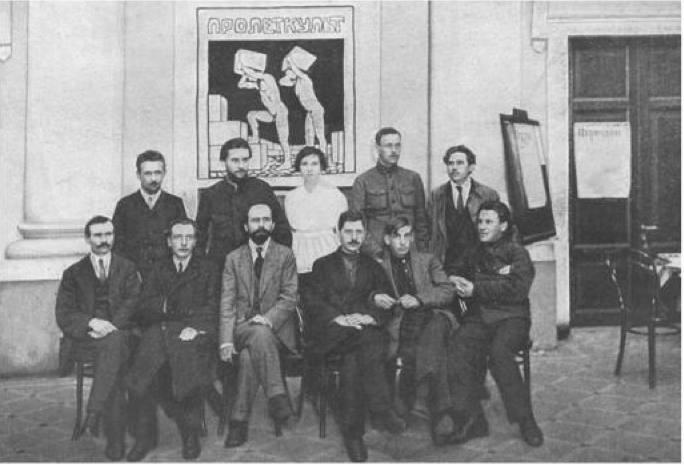
Президиум Первой Всероссийской конференция Пролеткульта (сентябрь 1918).
П. И. Лебедев-Полянский — сидит третий слева.

Взгляды Лебедева-Полянского на искусство сформировались под влиянием А. А. Богданова. Теоретически он опирался на сочинение Богданова «Всеобщая организационная наука» (1913—1922) и его пореволюционные статьи об искусстве. Полагал, что искусство есть «воспитательное средство», «орудие социальной организации людей». Литература, по Лебедеву-Полянскому, «прямо и косвенно является средством организации», а «каждое литературно-художественное произведение, не исключая и произведений „чистого искусства“, разрешает какую-либо организационную задачу, иногда личную, иногда широкообщественную». В эпоху, когда ведущим классом стал пролетариат, «класс организаторский», и когда «эпоха наша исключительно организационная, вся жизнь перестраивается на совершенно новых принципах», художник должен «взять нужный материал и обработать его, не разойдясь с требованиями времени». Утверждал, что пролетариату необходимо искусство коллективистическое.
В 1920 году после письма ЦК РКП(б) «О Пролеткультах» изменил свои взгляды и утвердился на позиции целенаправленного государственного контроля и управления культурой. Характерна история двухтомника А. А. Ахматовой, подготовленного Издательством писателей в Ленинграде в 1929 году. По поручению правления издательства К. А. Федин составил записку, объяснявшую целесообразность издания: «Анна Ахматова занимает в поэзии место бесспорное. Обойти её в истории русского стиха так же невозможно, как невозможно обойти Тютчева, Блока, Хлебникова. Современный серьёзный поэт, писатель, историк, теоретик, критик литературы не может пренебречь обстоятельным изучением творчества Ахматовой». Однако Лебедев-Полянский «категорически заявил о запрещении издавать стихи Ахматовой».
В 1930—1940-е годы участвовал в преследовании многих учёных по идеологическим соображениям. Руководил кампаниями по дискредитации немарксистских литературоведения и лингвистики в СССР и утверждению принципа партийности в советской науке. Критиковал с позиций советской догмы учёных-народников, либералов, формалистов, переверзевцев, вульгарных социологов. Так, 1 июля 1942 года он заявил о «неправильной политической позиции» известного лингвиста А. М. Селищева, что способствовало преждевременной смерти последнего в том же году.

## Сочинения
- Лебедев-Полянский П. И. Н. А. Некрасов: К столетию со дня рождения. — М.: Госиздат, 1924.
- Лебедев-Полянский П. И. Вопросы современной критики. — М.-Л.: ГИЗ, 1927.
- Лебедев-Полянский П. И. В. Г. Белинский. Лит.-крит. деятельность. — М.-Л.: Изд. АН СССР, 1945.

## Награды
- орден Ленина (10.06.1945)

## Память

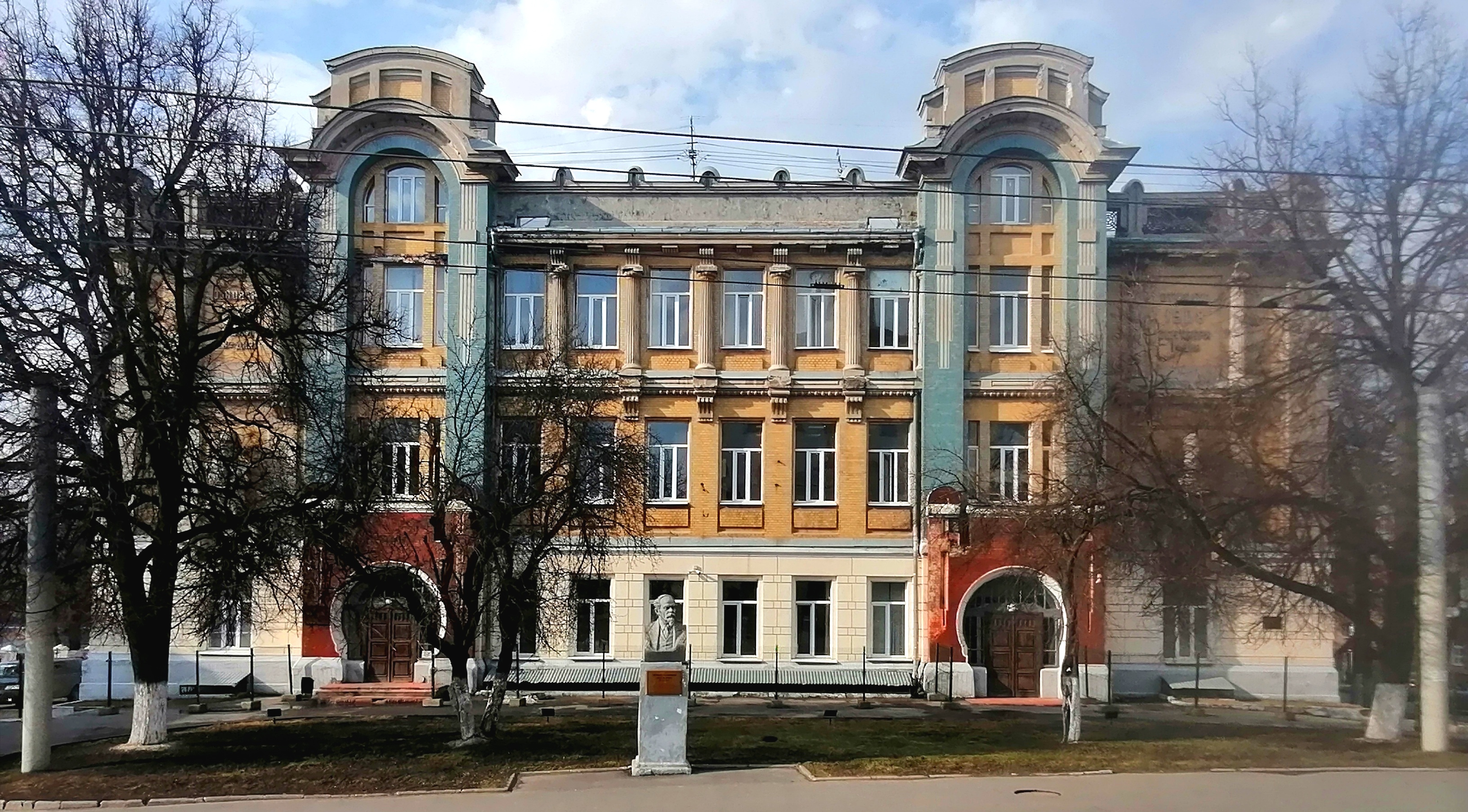
Владимирский государственный педагогический институт

- Именем Лебедева-Полянского в 1948 году назван Владимирский государственный педагогический институт (впоследствии — педагогический, затем гуманитарный университет), который в 2008 году был лишён этого именования, а в 2011 году присоединён к Владимирскому государственному университету имени А. Г. и Н. Г. Столетовых.
- Имя Лебедева-Полянского носит улица в городе Меленки
- Бюст Лебедева-Полянского стоит рядом с восьмым корпусом ВлГУ (бывшим вторым корпусом ВГГУ) (ул. Большая Московская)